# 山本脩斗
山本 脩斗（やまもと しゅうと、1985年6月1日 - ）は、岩手県盛岡市出身の元プロサッカー選手。現役時代のポジションはディフェンダー（左右のサイドバック）。元日本代表。

## 来歴

### プロ入り前
高校時代は岩手の盛岡商業高校で、2年生から背番号「10」を背負いレギュラーとして選手権に出場した。早稲田大学では、2006年に北京オリンピック日本代表候補にも選出されている。2008年シーズンよりJリーグのジュビロ磐田に加入することが内定していたが、入団前のメディカルチェックにおいて、原発性左鎖骨下静脈血栓症（ページェット・シュレッター症候群）であることが判明。契約社員として磐田に籍のみを置き、完治後の正式契約を目指して治療に専念した。

### ジュビロ磐田
持病の治療完了後、2008年6月7日付で正式にチームと契約を結んだ。
2009年、シーズン序盤は左サイドバックのレギュラーとして試合に出場するも、上記の原発性左鎖骨下静脈血栓症の再発により、シーズン後半は試合に出場することはできなかった。
2010年、シーズン中盤のパク・チュホの負傷による長期離脱により、左サイドバックでレギュラーとして出場した。
2011年11月、日本代表のワールドカップアジア予選予備登録メンバーに追加登録された。

### 鹿島アントラーズ
2013年12月14日、鹿島アントラーズへ完全移籍。
2016年11月23日、チャンピオンシップ準決勝の川崎フロンターレ戦では金崎夢生の得点をアシストして決勝進出に貢献した。
続く2017年も1年を通してレギュラーを務めるも、2018年は安西幸輝の加入もあって18試合の出場に留まった。さらに2019年は安西が夏にポルトガルへ移籍すると、同時期に加入した小池裕太がポジションを確保したため、自身の出場はわずか6試合に留まった。
小池の移籍した2020年はベガルタ仙台から永戸勝也、さらには湘南ベルマーレから杉岡大暉が加入。開幕後から永戸と杉岡がポジションを争う展開となったため、自身は試合から遠ざかっていたが、8月12日に行われたルヴァンカップ第3節清水エスパルス戦で途中出場し、同年公式戦初出場を果たす。その後は再びメンバーから外れていたが、9月12日に行われたJ1リーグ第16節清水エスパルス戦で久々のベンチ入りを果たすと、9月27日に行われたJ1リーグ第19節大分トリニータ戦で先発に抜擢。同年リーグ戦初出場を果たした。その後、永戸が新型コロナウイルスに感染。チームから離脱・隔離されたため、杉岡を抑えて先発に抜擢される試合が急増した。結果シーズン通して7試合に出場した。

### 湘南ベルマーレ
2021年シーズンより湘南ベルマーレに完全移籍。
2023年シーズンを最後に現役引退。

### 代表
2017年11月29日、EAFF E-1フットボールチャンピオンシップ2017に出場する、国内組のみで構成された日本代表メンバーに初選出され、12月12日の中国戦で国際Aマッチ初出場。

### 引退後
2024年1月、鹿島アントラーズのフットボールディヴィジョン・プログループ（強化部門）で強化・スカウト担当スタッフに就任した。

## プレースタイル
元々はFWやトップ下でプレーする攻撃的な選手であったが磐田加入後、サイドバックにコンバートされ守備のスキルを身につけていった。元来、運動量には自信を持っているが、鹿島移籍後、まず守備から入り一対一で負けないこと、90分間体力を切らさず、センターバックの裏のケアなどを意識していると語る。
また攻撃面でも右サイドの西大伍のクロスに飛び込んでヘディングで得点したり、2015年2ndステージ第7節のベガルタ仙台戦では、山本のクロスを逆サイドの西が折り返すといった両サイドの揺さぶり、ナビスコカップ準々決勝第1戦のFC東京戦では、ドリブルで左サイド深くまでえぐり、赤﨑秀平のゴールをお膳立てしたりと高い位置で仕掛ける意欲も見せている。
左右サイドを問わずプレーすることが出来る。

## エピソード
- 父親は元早稲田大学スキー部主将で世界選手権にも出場した。本人もスキーを子供のころにやっていたこともあり、選手紹介の特技や趣味の覧ではスキーと答えている。
- 2007年にスペインリーグ・バレンシアCFの下部組織バレンシアCF・メスタージャの練習に参加。
- 早稲田大学ア式蹴球部のチームメイトだった鈴木修人とは高校時代に選手権で対戦し、同じ名前（シュウト）でポジションも同じだった事もあり（シュウト）対決とアナウンサーに触れられた。

## 所属クラブ
- 1996年 - 1997年 盛岡市上田サッカースポーツ少年団
- 1998年 - 2000年 盛岡市立北松園中学校
- 2001年 - 2003年 岩手県立盛岡商業高等学校
- 2004年 - 2007年 早稲田大学
- 2008年6月 - 2013年  ジュビロ磐田
- 2014年 -　2020年  鹿島アントラーズ
- 2021年 -　2023年 湘南ベルマーレ

## 個人成績
| 国内大会個人成績 | 国内大会個人成績 | 国内大会個人成績 | 国内大会個人成績 | 国内大会個人成績 | 国内大会個人成績 | 国内大会個人成績 | 国内大会個人成績 | 国内大会個人成績 | 国内大会個人成績 | 国内大会個人成績 | 国内大会個人成績 |
| 年度             | クラブ           | 背番号           | リーグ           | リーグ戦         | リーグ戦         | リーグ杯         | リーグ杯         | オープン杯       | オープン杯       | 期間通算         | 期間通算         |
| 年度             | クラブ           | 背番号           | リーグ           | 出場             | 得点             | 出場             | 得点             | 出場             | 得点             | 出場             | 得点             |
| 日本             | 日本             | 日本             | 日本             | リーグ戦         | リーグ戦         | リーグ杯         | リーグ杯         | 天皇杯           | 天皇杯           | 期間通算         | 期間通算         |
| ---------------- | ---------------- | ---------------- | ---------------- | ---------------- | ---------------- | ---------------- | ---------------- | ---------------- | ---------------- | ---------------- | ---------------- |
| 2008             | 磐田             | 37               | J1               | 4                | 0                | 0                | 0                | 1                | 0                | 5                | 0                |
| 2009             | 磐田             | 20               | J1               | 21               | 0                | 6                | 0                | 0                | 0                | 27               | 0                |
| 2010             | 磐田             | 20               | J1               | 11               | 0                | 5                | 0                | 1                | 0                | 17               | 0                |
| 2011             | 磐田             | 20               | J1               | 28               | 1                | 5                | 2                | 2                | 0                | 35               | 3                |
| 2012             | 磐田             | 20               | J1               | 16               | 1                | 3                | 0                | 2                | 0                | 21               | 1                |
| 2013             | 磐田             | 20               | J1               | 8                | 1                | 3                | 0                | 0                | 0                | 11               | 1                |
| 2014             | 鹿島             | 16               | J1               | 32               | 1                | 5                | 0                | 1                | 0                | 38               | 1                |
| 2015             | 鹿島             | 16               | J1               | 28               | 3                | 5                | 0                | 1                | 1                | 34               | 4                |
| 2016             | 鹿島             | 16               | J1               | 31               | 3                | 4                | 2                | 6                | 1                | 41               | 6                |
| 2017             | 鹿島             | 16               | J1               | 32               | 2                | 2                | 0                | 2                | 0                | 36               | 2                |
| 2018             | 鹿島             | 16               | J1               | 18               | 0                | 3                | 2                | 2                | 0                | 23               | 2                |
| 2019             | 鹿島             | 16               | J1               | 6                | 0                | 0                | 0                | 3                | 0                | 9                | 0                |
| 2020             | 鹿島             | 16               | J1               | 7                | 0                | 1                | 0                | -                | -                | 8                | 0                |
| 2021             | 湘南             | 16               | J1               | 8                | 0                | 6                | 0                | 3                | 0                | 17               | 0                |
| 2022             | 湘南             | 16               | J1               | 21               | 2                | 2                | 0                | 0                | 0                | 23               | 2                |
| 2023             | 湘南             | 16               | J1               | 6                | 0                | 4                | 0                | 1                | 0                | 11               | 0                |
| 通算             | 日本             | 日本             | J1               | 277              | 14               | 54               | 6                | 25               | 2                | 356              | 22               |
| 総通算           | 総通算           | 総通算           | 総通算           | 277              | 14               | 54               | 6                | 25               | 2                | 356              | 22               |

- 2016年
  - Jリーグチャンピオンシップ 3試合0得点
- 2017年
  - FUJI XEROX SUPER CUP 1試合0得点

| 国際大会個人成績 | 国際大会個人成績 | 国際大会個人成績 | 国際大会個人成績 | 国際大会個人成績 | FIFA      | FIFA      |
| 年度             | クラブ           | 背番号           | 出場             | 得点             | 出場      | 得点      |
| AFC              | AFC              | AFC              | ACL              | ACL              | クラブW杯 | クラブW杯 |
| ---------------- | ---------------- | ---------------- | ---------------- | ---------------- | --------- | --------- |
| 2015             | 鹿島             | 16               | 6                | 0                | -         | -         |
| 2016             | 鹿島             | 16               | -                | -                | 4         | 0         |
| 2017             | 鹿島             | 16               | 6                | 0                | -         | -         |
| 2018             | 鹿島             | 16               | 10               | 1                | 2         | 0         |
| 2019             | 鹿島             | 16               | 1                | 0                | -         | -         |
| 通算             | AFC              | AFC              | 23               | 1                | 6         | 0         |

その他の国際公式戦
- 2011年
  - スルガ銀行チャンピオンシップ 1試合0得点
- 2016年
  - スルガ銀行チャンピオンシップ 1試合0得点
- 2019年
  - AFCチャンピオンズリーグ・プレーオフ 1試合1得点

出場歴
- Jリーグ初出場 - 2008年8月9日 J1第20節 vsヴィッセル神戸戦 (ヤマハスタジアム)
- Jリーグ初得点 - 2011年8月14日 J1第21節 vs柏レイソル戦 (ヤマハスタジアム)

## タイトル

### クラブ
ジュビロ磐田
- ヤマザキナビスコカップ：1回（2010年）
- スルガ銀行チャンピオンシップ：1回（2011年）

鹿島アントラーズ
- ヤマザキナビスコカップ：1回（2015年）
- J1リーグ：1回（2016年）
- 天皇杯全日本サッカー選手権大会：1回（2016年）
- FUJI XEROX SUPER CUP：1回（2017年）
- AFCチャンピオンズリーグ：1回（2018年）

### 個人
- Jリーグ・優秀選手賞：1回（2017年）

## 代表歴

### 出場大会
- 東北高校選抜
  - 2003年 - 仙台カップ国際ユースサッカー大会
- 全日本大学選抜
  - 2006年 - デンソーカップ日韓大学定期戦
- U-21日本代表
  - 2006年 - アジア競技大会
- 日本代表
  - 2017年 - EAFF E-1フットボールチャンピオンシップ2017

### 試合数
- 国際Aマッチ1試合 0得点（2017年）

| 日本代表 | 国際Aマッチ | 国際Aマッチ |
| 年       | 出場        | 得点        |
| -------- | ----------- | ----------- |
| 2017     | 1           | 0           |
| 通算     | 1           | 0           |

### 出場
| No. | 開催日         | 開催都市 | スタジアム       | 対戦国 | 結果 | 監督           | 大会                       |
| --- | -------------- | -------- | ---------------- | ------ | ---- | -------------- | -------------------------- |
| 1.  | 2017年12月12日 | 東京     | 味の素スタジアム | 中国   | ○2-1 | ハリルホジッチ | EAFF E-1サッカー選手権2017 |